# クリンチ郡 (ジョージア州)
クリンチ郡（クリンチぐん、英: Clinch County）は、アメリカ合衆国ジョージア州の南部に位置する郡である。2010年国勢調査での人口は6,798人であり、2000年の6,878人から1.2%減少した。郡庁所在地はホーマービル市（人口2,456人）であり、同郡で人口最大の都市でもある。クリンチ郡は1850年2月14日に設立され、郡名はアメリカ陸軍の軍人でセミノール戦争に参加したダンカン・ラモント・クリンチに因んで名付けられた。
人口密度が8.5人/平方マイル (3.2 人/km2)であり、ジョージア州では最少になっている。

## 地理
アメリカ合衆国国勢調査局に拠れば、郡域全面積は824.17平方マイル (2,134.6 km2)であり、このうち陸地809.29平方マイル (2,096.1 km2)、水域は14.88平方マイル (38.5 km2)で水域率は1.81%である。郡域の東部と南東部はオキフェノキー湿地と連邦政府が保護する地域に入っている。

### 主要高規格道路

#### アメリカ国道
- アメリカ国道84号線
- アメリカ国道221号線
- アメリカ国道441号線

#### ジョージア州道
- ジョージア州道31号線
- ジョージア州道37号線
- ジョージア州道38号線
- ジョージア州道89号線
- ジョージア州道94号線
- ジョージア州道122号線
- ジョージア州道168号線
- ジョージア州道177号線
- ジョージア州道187号線

### 隣接する郡
- アトキンソン郡 - 北
- ウェア郡 - 東
- コロンビア郡 (フロリダ州) - 南
- エコルズ郡 - 南西
- ラニア郡 - 西

### 国立保護地域
- オキフェノキー国立野生生物保護区（部分）

## 人口動態
以下は2000年の国勢調査による人口統計データである。
| 基礎データ - 人口: 6,878人 - 世帯数: 2,512 世帯 - 家族数: 1,823 家族 - 人口密度: 3人/km2（8人/mi2） - 住居数: 2,837軒 - 住居密度: 1軒/km2（4軒/mi2） 人種別人口構成 - 白人: 68.93% - アフリカン・アメリカン: 29.50% - ネイティブ・アメリカン: 0.51% - アジア人: 0.12% - その他の人種: 0.10% - 混血: 0.84% - ヒスパニック・ラテン系: 0.79% | 年齢別人口構成 - 18歳未満: 27.9% - 18-24歳: 8.6% - 25-44歳: 29.0% - 45-64歳: 22.7% - 65歳以上: 11.8% - 年齢の中央値: 35歳 - 性比（女性100人あたり男性の人口） - 総人口: 98.9 - 18歳以上: 96.5 世帯と家族（対世帯数） - 18歳未満の子供がいる: 36.5% - 結婚・同居している夫婦: 51.7% - 未婚・離婚・死別女性が世帯主: 16.9% - 非家族世帯: 27.4% - 単身世帯: 24.6% - 65歳以上の老人1人暮らし: 9.2% - 平均構成人数 - 世帯: 2.60人 - 家族: 3.09人 | 収入と家計 - 収入の中央値 - 世帯: 26,755米ドル - 家族: 31,755米ドル - 性別 - 男性: 26,905米ドル - 女性: 19,347米ドル - 人口1人あたり収入: 13,023米ドル - 貧困線以下 - 対人口: 23.4% - 対家族数: 22.2% - 18歳未満: 26.9% - 65歳以上: 30.9% |

## 都市と町
- アーガイル
- デュポン
- ファーゴ
- ホーマービル - 郡庁所在地

## 著名な出身者
俳優のオジー・デイヴィス、アメリカフットボール選手のジョナサン・スミス、政治家のW・ベンジャミン・ギブスとウィリアム・チェスター・ランクフォードがクリンチ郡の生まれである。